# セモヴェンテ da 105/25
セモヴェンテ da 105/25とは第二次世界大戦中に使用されたイタリアの自走砲である。開発はフィアット・アンサルド。本車は第二次大戦中のイタリアによって作られた最も強力な自走砲である。

## 経歴
高火力を持つ自走砲の開発は1942年中に始まり、オデーロ・テルニ・オルランド（現:オート・メラーラ）とアンサルドの2社が並行して実施した。OTOは105/25砲をカルロ・アルマート P40戦車の車体に搭載する案を提示した。アンサルドはこの車輌のためにセモヴェンテ da 75/18の車体を使用するよう提案した。この自走砲はすでに量産中であることから、Centro Studi della Motorizzazione（直訳で自動車化研究局）への1943年2月の提出に間に合わせることができた。一方、OTOの車輌は未だに開発途上であった。
アンサルドの提案した車輌の量産はイタリア陸軍に承認された。最終バージョンでは車体と105/25砲が改修され、1943年4月2日に自走砲 M43「Bassotto」（ダックスフントの意）として採用された。12両が生産され、1943年には第135機甲師団アリエテIIが用いたが、1943年9月8日から9日に起こったカッシビレの休戦の後、ドイツ軍はローマ近郊にて数日でイタリア軍を粉砕した。これらの車輌は戦闘に良く耐えた。
イタリアの降伏の後、ドイツ軍はセモヴェンテ da 105/25を非常に良い車輌であると見なした。自走砲を接収した上で91両を追加生産し、StuG M43 mit 105/25 853 (i)と改称した。これらは連合軍に対して投入された。
105/25砲は、Vallo Alpinoの防御用バンカーにも使われていた。

## 装備
セモヴェンテ da 105/25は、従来の車輌であるM41とM42の基本的な設計と、M43の車体を組み合わせている。M15/42戦車の車体を拡幅・低姿勢化し、前面と側面装甲を改設計している。装甲には鋲接の代わりに溶接が採用された。車体上にはケースメートが鋲接および溶接で固定され、アンサルド 105/25榴弾砲が搭載された。水平に34度旋回し、俯仰は+22度から-12度まで可動する。
兵装には口径8 mmのブレダM38車載機関銃が付属した。近接、対空戦闘の自衛用として車長兼砲手がこれを用いた。無線手用にはマニエッティ・マレリ社製無線機RF1 CAを1基装備した。

## 派生型

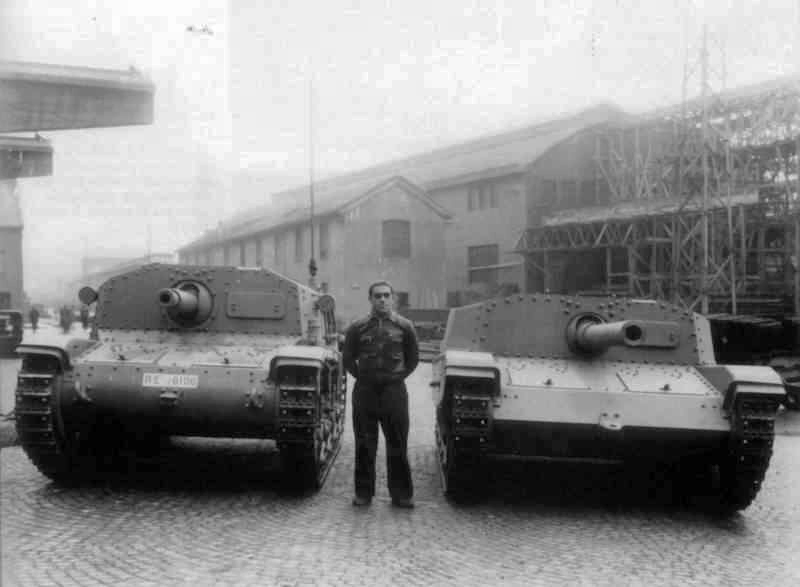
セモヴェンテ da 75/18（向かって左）と並べられた、セモヴェンテ da 105/25試作車輌（同右）。本車は幅が広く、低姿勢になっている。

セモヴェンテ M43 da 75/34
アンサルドによる設計車輌。このバージョンの車輌は、セモヴェンテ da 75/46主砲の生産が追いつかず、セモヴェンテM75/46の車体に、75/34 Mod. S.F.砲を備えた。ドイツ軍は本車をStuG M43 mit 75/34 (851) (i)と呼称した。製造数は1944年に23両から29両のみであり、ドイツ軍だけがこれを使用した。
セモヴェンテ da 75/46
アンサルドが1944年に開発し、ドイツ軍ではStuG M43 mit 75/46 (852) (i)と呼称した。 M.43 105/25の車体に大きな改修を施し、駆逐戦車としたものである。

## 登場作品
『War Thunder』
イタリアの駆逐戦車105/25 M43として登場。また75/46 M43、75/34 M43なども登場。
『トータル・タンク・シミュレーター』
イタリアの重駆逐戦車セモヴェンテ DA 105/25として登場。